# NATO Fenntartó és Ellátó Ügynökség

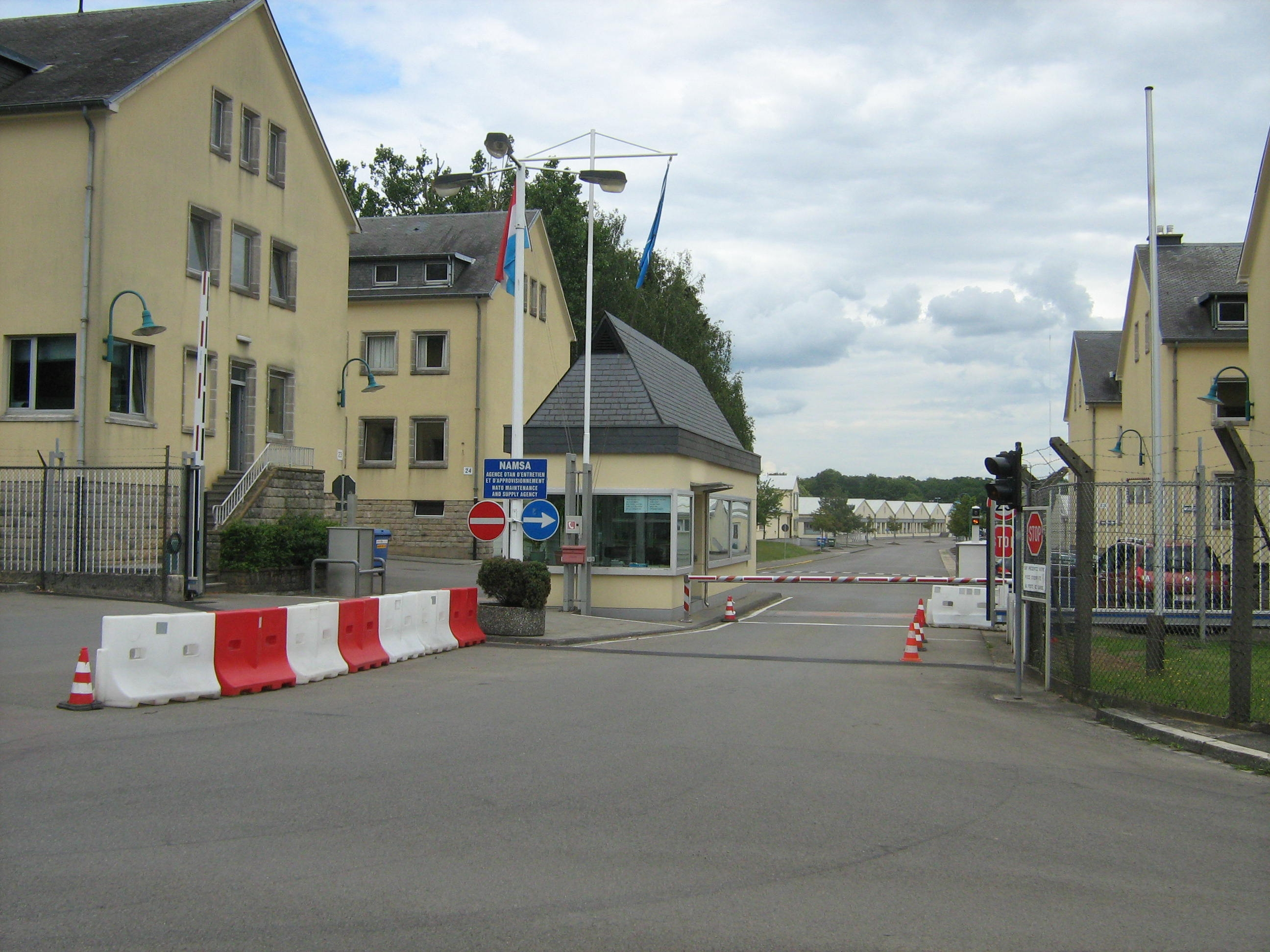
Az ügynökség bejárata.

A NATO Fenntartó és Ellátó Ügynökség - angolul NATO Maintenance and Supply Agency, rövidítve  (NAMSA); franciául Agence OTAN d'entretien et d'approvisionnement – a NATO Fenntartási és Ellátási Szervezet - NAMSO - megalakulásakor, 1958-ban jött létre, mint a Szervezet végrehajtó eleme. Székhelye Capellen, mely Luxemburg délnyugati részén található, és Mamer önkormányzatához tartozik.
Minden NAMSO tagállam jogosult az ügynökség szolgáltatásait - saját belátása szerint - részben, vagy teljes egészében igénybe venni. A NATO Békepartnerségi Programjában részt vevő államok Együttműködési Szerződést köthetnek az ügynökséggel. A szerződést a NAMSO Igazgatótanács hagyja jóvá, és annak tartalmától függően az aláíró állam igénybe veheti az ügynökség tevékenységi körébe tartozó anyagokat és szolgáltatásokat.

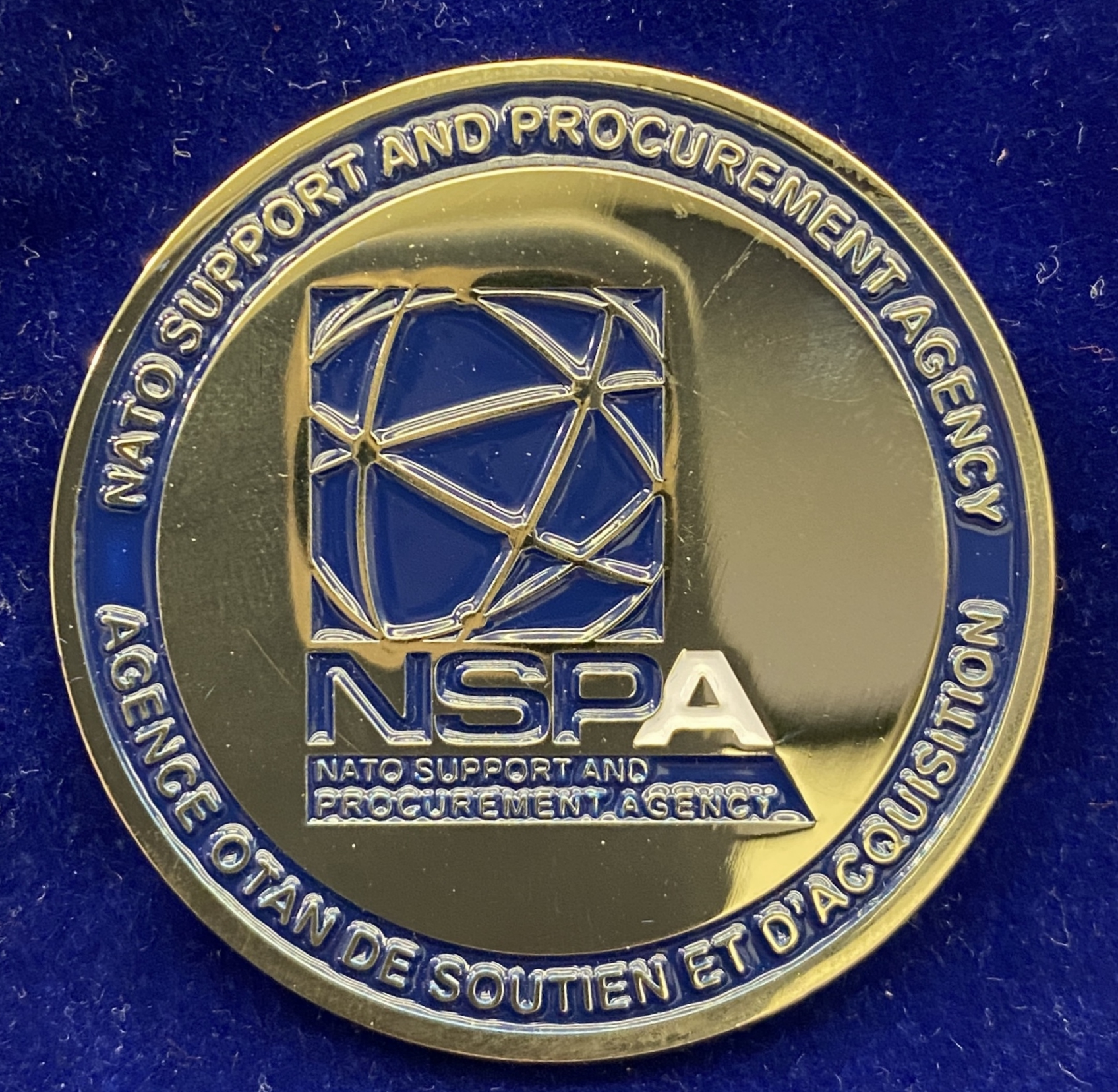
NSPA Medal

## Az Ügynökség feladatai
Az ügynökség feladatait az NAMSO Alapító Okirat határozza meg. Ezek a főbb tevékenységi területek szerint:

### Ellátás
- Gyűjti és elemzi a tartalék alkatrészek elérhetőségét, műszaki paramétereit
- Számvetést készít a várható felhasználásról, a beszállítási/beszerzési lehetőségekről
- Kiválasztja és kezeli a tagállamok által egyenként túl drágán tartható alkatrészek listáját, megvalósítja azok hatékony ellátását a tagállamok részére
- Átcsoportosításokkal megszünteti az egyenetlen ellátás hatásait

### Fenntartás
- Gyűjti és elemzi a javítható anyagok listáját
- Számvetést készít a várható fenntartási és ellátási követelményekről
- Biztosítja az alkatrészek és anyagok hatékony összetett javítását, karbantartását és nagyjavítását

### Beszerzés
- Folyamatosan bővíti ismereteit a beszerzési forrásokról
- A közös beszerzéshez meghatározza a követelményeket
- A leggazdaságosabb beszerzések érdekében meghatározza a beszerzendő termékek mennyiségét, a beszerzési stratégiát
- Bár fő funkciója a legkedvezőbb árak elérése a termékek és szolgáltatások beszerzésénél, de emellett a NAMSO Igazgatótanács irányításával tervezi és végrehajtja e termékek és szolgáltatások gyakorlatias és egyenlő elosztását a tagállamok között

### Technikai segítség
- Biztosítja a tagállamok közötti információcserét a hasonló eszközök meghibásodásainak azonosításához és behatárolásához
- Biztosítja, hogy az egyes nemzeti és a NATO ellátási szervezetei között ne jöjjenek létre átfedések
- Logisztikai képzéseket tart igény szerint
- Lehetővé teszi szükség esetén a tagállamok közötti kereszt-licenceléseket
- Segítséget nyújt a tagállamok számára technikai eszközök rendszeresítési eljárásaihoz
- A minőségbiztosítás területén és szakmai kérdésekben tanácsokat, utasításokat ad a tagállamok részére

## Az ügynökség helye a NATO szervezetében
Az ügynökség helyét és alárendeltségi viszonyait az ábra mutatja.

## Felépítése
Az ügynökség 2007 januári általános szervezetei kialakítása az ábrán látható.

### Vezérigazgató
A vezérigazgatót a NATO főtitkárral folytatott konzultációt követően a NAMSO Igazgatótanács jelöli és választja. Szerződését az Igazgatótanács hagyja jóvá, a NATO főtitkár ellenjegyzi.
A vezérigazgató köteles végrehajtani az Igazgatótanács döntéseit, mindig az Igazgatótanács által megjelölt feladatokon dolgozni. A szervezetre vonatkozó terveket, költségvetési javaslatokat, beszámolókat az Igazgatótanács elé kell terjesztenie. Bár egyes feladatait delegálhatja az ügynökség más beosztottaira is, de mindenben egyszemélyes felelősséggel tartozik az Igazgatótanács felé; ugyanakkor az Igazgatótanács csak nagyon ritkán, a mindennapi operatív tevékenységet igénylő feladatait delegálhatja végrehajtásra a vezérigazgatónak. Nemzetközi szerződést nem írhat alá; A-5 (ezredes) szint és feletti beosztásokba kinevezést nem hajthat végre.
Az ügynökség és saját tevékenységéről az Igazgatótanácsnak köteles beszámolni.

### Személyzet
Az ügynökség állománya lehet nemzetközi, vagy nem nemzetközi.
Az ügynökség állományának jelentősebb része a nemzetközi személyzethez tartozik. E személyek az Ottawai Egyezmény 17. cikkelye alapján, a NATO nemzetközi személyzetre vonatkozó alkalmazotti és nyugdíj szabályai alapján dolgoznak általában határozott idejű (de meghosszabbítható) szerződés szerint.
A nem nemzetközi állományra a NAMSO Igazgatótanács határozza meg az alkalmazási feltételeket, de azoknak meg kell felelniük a NATO általános személyügyi politikájának, a feltételeket egyeztetni kell a NATO főtitkárral, valamint szükséges a befogadó állam munkaügyi hatóságainak egyetértése is.
Az ügynökségnél nemzetközi állományban magyar alkalmazott is található. A megfelelő NAMSO és magyar együttműködés elősegítésére - luxemburgi székhellyel - összekötő tiszt dolgozik az ügynökségnél.

### Adminisztratív koordináció
A NAMSA csak olyan szabályokat és előírásokat alkalmazhat, melyek mindenben a NATO szabályokat követik, azoktól csak igen kivételes esetekben lehet eltérni. Amennyiben mégis szükség lenne az általános szabályoktól eltérni, azt csakis az Igazgatótanács kezdeményezheti, arra jóváhagyást pedig csak az Észak-atlanti Tanács adhat.